# Protásio Alves

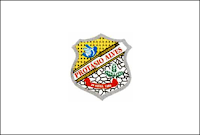
Bandera del municipio de Protásio Alves.

Protásio Alves es un municipio brasileño del estado de Rio Grande do Sul.
Se encuentra ubicado a una latitud de 28º45'26" Sur y una longitud de 51º28'22" Oeste, estando a una altitud de 637 metros sobre el nivel del mar. Su población estimada para el año 2004 era de 1995 habitantes.
Ocupa una superficie de 172,45 km².
- Datos: Q1757450
- Multimedia: Protásio Alves (Rio Grande do Sul) / Q1757450